# Order Wojny Ojczyźnianej

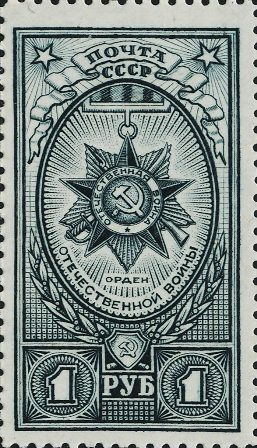
Radziecki znaczek pocztowy z wizerunkiem Orderu Wojny Ojczyźnianej z 1943 roku

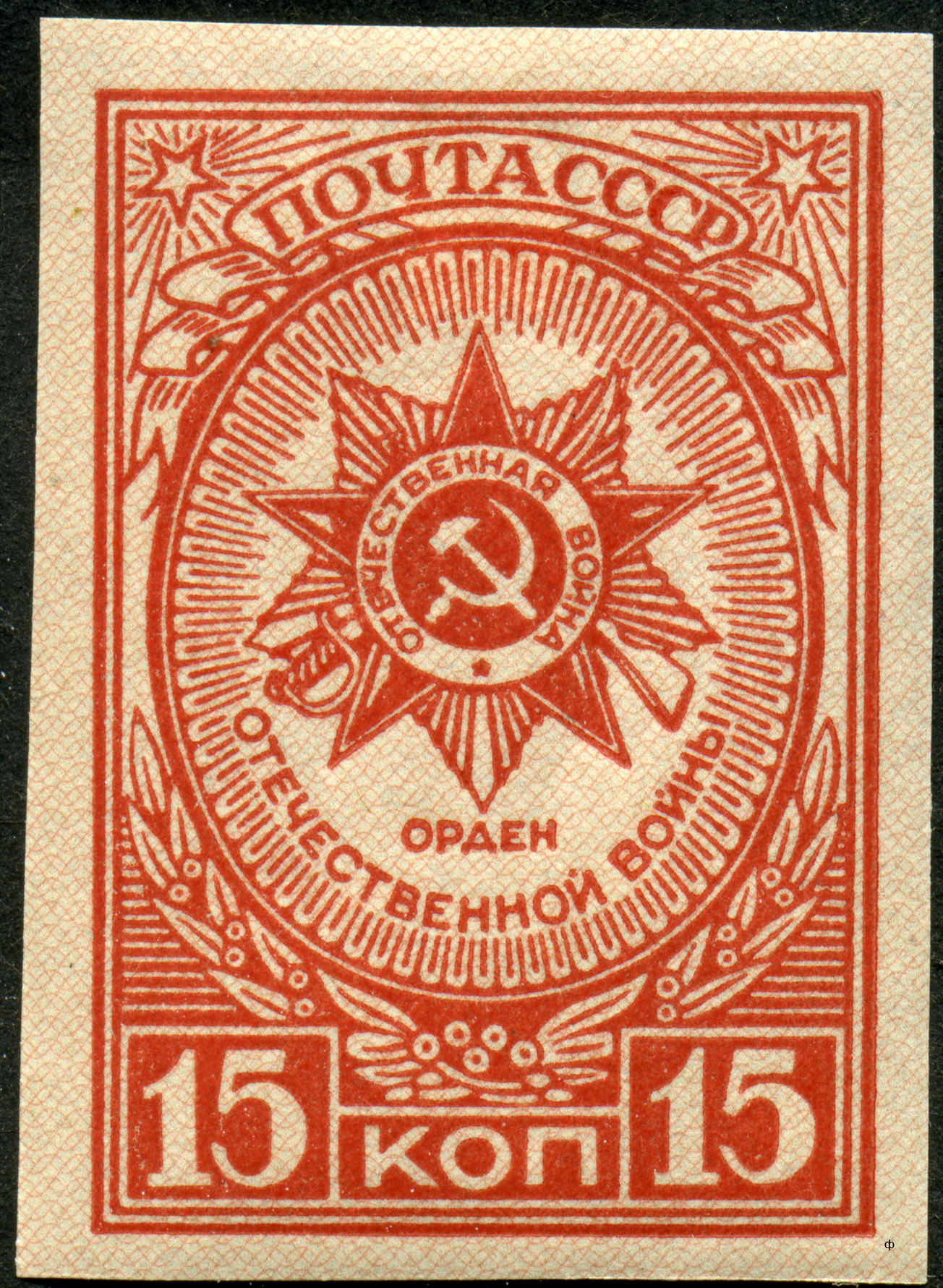
Radziecki znaczek pocztowy z wizerunkiem Orderu Wojny Ojczyźnianej z 1944 roku

Order Wojny Ojczyźnianej (ros. Орден Отечественной войны) – radzieckie odznaczenie wojskowe (order), nadawane za zasługi bojowe podczas II wojny światowej.

## Historia
Order został ustanowiony dekretem Prezydium Rady Najwyższej ZSRR w dniu 20 maja 1942 roku jako pierwsze odznaczenie bojowe ustanowione podczas wojny radziecko-niemieckiej (w rosyjskiej historiografii nazywanej wielką wojną ojczyźnianą).
Order posiadał dwa stopnie i był nadawany przez Prezydium Rady Najwyższej ZSRR. Był to pierwszy radziecki order dzielony na stopnie. Był to także aż do 1977 roku jedyny radziecki order, który po śmierci odznaczonego mogła zatrzymać rodzina, zamiast zwracać go państwu.

## Zasady nadawania
Statut orderu – w odróżnieniu od poprzednich orderów – bardzo szczegółowo, a wręcz kazuistycznie określał, za jakie czyny można było otrzymać order. I tak Orderem Wojny Ojczyźnianej I klasy mógł być odznaczony m.in. ten:
- kto wchodząc w skład załogi samolotu strącił w boju powietrznym:
  - w ciężkim lotnictwie bombowym – 4 samoloty,
  - w lotnictwie bombowym dalekiego zasięgu – 5 samolotów,
  - w lotnictwie bombowym bliskiego zasięgu – 7 samolotów,
  - w lotnictwie szturmowym – 3 samoloty,
  - w lotnictwie myśliwskim – 3 samoloty;
- kto wchodząc w skład załogi brał udział w odpowiedniej liczbie pomyślnych wylotów bojowych, np.
  - w ciężkim lotnictwie bombowym – 20,
  - w lotnictwie bombowym dalekiego zasięgu – 25,
  - w lotnictwie bombowym bliskiego zasięgu – 30,
  - w lotnictwie szturmowym – 25,
  - w lotnictwie myśliwskim – 60,
  - w lotnictwie korygującym – 15,
  - w lotnictwie transportowym lub łącznikowym, z lądowaniem na własnym terytorium – 60, na terytorium zajętym przez przeciwnika w rejonie rozmieszczenia wojsk własnych – 16 (w łącznikowym – 30);
- z męstwem wypełniał obowiązki, wchodząc w skład załogi samolotu przy wykonaniu zadania bojowego, za które pilot lub nawigator został odznaczony Orderem Lenina;
- kto zdołał uruchomić uszkodzony samolot, który przymusowo lądował na terytorium przeciwnika;
- kto uruchomił na lotnisku pod ogniem przeciwnika nie mniej niż 10 samolotów;
- kto osobiście zniszczył 2 ciężkie lub średnie albo 3 lekkie czołgi (samochody pancerne) przeciwnika, lub wchodząc w skład załogi działa zniszczył 3 ciężkie lub średnie albo 5 lekkich czołgów (samochodów pancernych);
- kto ogniem artylerii zniszczył co najmniej 3 samoloty nieprzyjaciela;
- kto wchodząc w skład załogi czołgu zniszczył co najmniej 3 gniazda ogniowe przeciwnika lub zniszczył nie mniej niż 4 czołgi lub 4 działa przeciwnika;
- kto pod ogniem przeciwnika ewakuował z pola walki nie mniej niż 3 czołgi uszkodzone przez przeciwnika;
- kto gardząc niebezpieczeństwem pierwszy wdarł się do schronu lub okopu przeciwnika i zdecydowanymi działaniami unieszkodliwił jego załogę, dając własnym wojskom możliwość szybkiego zajęcia tej pozycji;
- kto pod ogniem przeciwnika zbudował most, naprawił uszkodzoną przez przeciwnika przeprawę;
- kto pod ogniem przeciwnika na rozkaz dowództwa osobiście wysadził w powietrze most lub przeprawę;
- kto, dowodząc oddziałem lub pododdziałem, zniszczył przeważającego przeciwnika;
- kto, uczestnicząc w szarży kawaleryjskiej, wbił się w grupę przeciwnika i zniszczył go;
- kto w rezultacie osobistego zwiadu ustalił słabe miejsca w obronie przeciwnika i przeprowadził wojska na jego tyły;
- kto wchodząc w skład załogi okrętu, samolotu lub obsługi działa artylerii nadbrzeżnej, zatopił 1 okręt bojowy lub 2 transportowce przeciwnika;
- kto pod ogniem przeciwnika wyprowadził z pola walki swój uszkodzony okręt;
- kto przygotował i pomyślnie wysadził desant morski na terytorium przeciwnika;
- kto zdobył i przyprowadził do bazy okręt przeciwnika.

Nieco mniejsze, ale również wysokie wymagania stawiane były dla orderu II klasy. Głównie polegały one na dokonaniu mniejszej liczby czynów, niż przewidziane dla I klasy (zniszczonych samolotów, czołgów, odbytych lotów itp.). Order II klasy mógł również otrzymać m.in. ten, kto:
- z męstwem wypełniał obowiązki, wchodząc w skład załogi samolotu przy wykonaniu zadania bojowego, za które pilot lub nawigator został odznaczony Orderem Czerwonego Sztandaru;
- zdołał uruchomić i użyć zdobyczny samolot w warunkach bojowych;
- za pomocą granatów, butelek z benzyną lub ładunków wybuchowych zniszczył wrogi czołg na polu walki lub na tyłach przeciwnika;
- dowodząc oddziałem lub pododdziałem okrążonym przez przeciwnika, rozbił go i wyprowadził swój oddział z okrążenia bez utraty uzbrojenia i wyposażenia;
- przerwał się ku pozycji ogniowej przeciwnika i zniszczył co najmniej 1 działo, 3 moździerze lub 3 karabiny maszynowe;
- nocą usunął wartę przeciwnika lub wziął do niewoli;
- zdobył i przyprowadził do bazy transportowiec przeciwnika.

Za nowe czyny bohaterskie, order w każdym stopniu mógł być nadawany powtórnie. Mógł być również nadany pośmiertnie.

## Odznaczeni
Pierwszymi orderami I stopnia zostali odznaczeni 2 czerwca 1942 trzej artylerzyści za walkę z czołgami niemieckimi w rejonie Charkowa. Największą liczbą orderów – pięcioma odznaczony był pilot myśliwski Iwan Fiedorow (4 ordery I stopnia i jeden II stopnia, z czego czwarty order I stopnia nadany już po wojnie jako jubileuszowy).
Odznaczani nim byli również cudzoziemcy, w tym żołnierze Ludowego Wojska Polskiego i piloci francuskiego pułku Normandie-Niemen walczącego na froncie wschodnim. Orderem tym jednak odznaczono także niektórych dowódców alianckich walczących na froncie afrykańskim i zachodnim.
Oprócz żołnierzy, Orderem Wojny Ojczyźnianej nagradzano także osoby pracujące na rzecz frontu na tyłach, m.in. konstruktorów broni. Odznaczono nim również niektóre jednostki wojskowe, zakłady przemysłowe oraz gazety.
Po wojnie, od października 1947 zaprzestano nadawać order osobom cywilnym, a liczba nadań wobec żołnierzy zmniejszyła się. Dopiero za odwilży podczas rządów Chruszczowa ponownie przyznawano go na większą skalę, w tym żołnierzom i partyzantom niesłusznie represjonowanym podczas stalinizmu, a także cudzoziemcom, którzy pomagali ukrywać się żołnierzom radzieckim na terenie okupowanym, w tym Polakom. Za rządów Breżniewa order zaczęto nadawać licznym miastom bronionym podczas wojny: jako pierwszym w 1966 roku Nowosybirskowi i Smoleńskowi.
Ogółem do 1985 roku nadano ok. 1 350 000 orderów (w tym ponad 344 tys. – I stopnia i ponad 1 milion – II stopnia). Z tego, podczas wojny nadano 324 903 orderów I stopnia i 951 652 II stopnia, na szacunkowo około 20–25 mln osób, które przeszły przez szeregi Armii Czerwonej podczas wojny sowiecko-niemieckiej.
W 1985 roku, z okazji 40-lecia zakończenia wojny, wypuszczono jubileuszową wersję Orderu Wojny Ojczyźnianej, nadawaną nie za zasługi bojowe, ale wszystkim żyjącym aktywnym uczestnikom wojny (generalicja, kawalerowie niektórych innych orderów i inwalidzi otrzymywali order I stopnia, pozostali – II stopnia). Odznaka orderu typu jubileuszowego była znacznie uproszczona. Orderem jubileuszowym I stopnia było odznaczonych ok. 2 054 000 osób, II stopnia – ok. 5 408 000 osób.

## Opis odznaki
Odznaka orderu przedstawia pięcioramienną, emaliowaną na kolor czerwony gwiazdę, która nałożona jest na drugą gwiazdę wykonaną w formie złotych pęków promieni, tak, że ramiona dolnej gwiazdy znajdują się między ramionami górnej. Odznaka jest jednostronna. W centrum gwiazdy znajduje się okrągła złota tarcza pokryta czerwoną emalią, na której nałożony jest złoty sierp i młot. Tarcza okolona jest biało emaliowaną obwódką z napisem: ОТЕЧЕСТВЕННАЯ ВОЙНА (pol. „Wojna Ojczyźniana”) i małą gwiazdką. Spoza tarczy wystają skrzyżowane na tle złotych promieni, oksydowane na ciemny kolor karabin z bagnetem oraz szabla. Odznaka orderu II stopnia jest identyczna jak I stopnia, z tym że emaliowana, złocona gwiazda jest nałożona na srebrną promienistą gwiazdę. Średnica między końcami przeciwległych ramion dolnej i górnej gwiazdy wynosi 45 mm, średnica centralnej tarczy z napisem – 22 mm.
Order I stopnia wykonany jest ze złota próby 583 (8,33 g) i srebra, odznaka posiada łączną masę 32,34 g (dolna gwiazda oraz sierp i młot są złote, górna gwiazda jest srebrna, pozłacana na brzegach i nieemaliowanych elementach). Order II stopnia wykonany jest ze srebra, sierp i młot są złote (masa odznaki 28,05 g). Order jubileuszowy wykonany jest w całości ze srebra, detale są pozłacane.
Początkowo order był zawieszony na krótkiej i szerokiej prostokątnej metalowej zawieszce, obciągniętej czerwoną wstążką; na górnym ramieniu emaliowanej gwiazdy było ucho do zawieszenia. Od 19 czerwca 1943 zmieniono sposób zawieszania gwiazdy orderu, likwidując zawieszkę i mocując gwiazdę za pomocą śruby z nakrętką na odwrocie (ordery starszego wzoru były przy tym wymieniane na nowszy wzór).
Przy mniej formalnych okazjach zamiast gwiazdy orderu można nosić wstążkę, szerokości 24 mm, bordową z jednym szerokim (5 mm) czerwonym paskiem pośrodku dla I stopnia oraz dwoma wąskimi (3 mm) czerwonymi paskami pod bokach dla II stopnia.
| Baretki orderu | Baretki orderu | Baretki orderu |
| -------------- | -------------- | -------------- |
| Klasa I        | Klasa II       |                |

Order noszono na prawej piersi, w kolejności: I stopnia – po Orderze Aleksandra Newskiego, II stopnia – po orderze I stopnia.